# Kościół Matki Bożej Wspomożenia Wiernych w Ciechowie
Kościół Matki Boskiej Wspomożenia Wiernych w Ciechowie – kościół wzniesiony w 1555 roku. Na jego miejscu istniała wcześniejsza budowla, znana ze źródeł i zbudowana prawdopodobnie w 1371 roku.
W XVIII wieku zachodnia część została przebudowana i powiększona, a kościół odrestaurowano w XIX wieku.
W skład wyposażenia wnętrza wchodzą: XV-wieczne gotyckie sakramentarium, rzeźby Madonny z Dzieciątkiem, św. Jana Nepomucena i św. Anny Samotrzeciej, krucyfiksy, zabytkowy żyrandol, XVIII-wieczny ołtarz boczny, chrzcielnica z początku XIX w. oraz malowane na płótnie olejne obrazy stacji drogi krzyżowej. Renowacja obrazu stacji VIII miała miejsce w 1996 roku.